# Responsabile civile
Il responsabile civile, nel diritto italiano, è un soggetto solo eventuale del processo penale che, qualora citato dalla parte civile (o, in specifiche ipotesi, dal pubblico ministero, nonché, nei casi di responsabilità civile derivante dall'assicurazione obbligatoria, dall'imputato stesso), oppure intervenuto volontariamente, prende una posizione parallela a quella dell'imputato esclusivamente sul piano dell'azione civile.
Le vicende giuridiche del responsabile civile vengono trattate dagli articoli 83, 84, 85, 86, 87 ed 88 del codice di procedura penale.
Viene convenuto (o interviene) in giudizio, a titolo di responsabilità indiretta, per rispondere delle conseguenze civili del fatto posto in essere dall'imputato (art. 185 comma 2 c.p.); esempi di tale tipo di responsabilità sono elencati negli articoli 2047 e seguenti del codice civile, e nel testo di legge relativo ai danni cagionati dalla circolazione di autoveicoli, ove è previsto che il ruolo di responsabile civile, per i danni cagionati dalla circolazione di mezzi motorizzati, venga ricoperto dall'assicurazione, in solido con il conducente/proprietario del veicolo.
La costituzione nel processo del responsabile civile può verificarsi non prima dell'udienza preliminare, e non oltre la fase introduttiva del dibattimento (unica fase, qualora non sia prevista quella dell'udienza preliminare), sia attraverso la citazione ad opera della parte civile o del pubblico ministero (art. 83 c.p.p.), sia attraverso un intervento volontario (art 85 c.p.p.). La richiesta di citazione del responsabile civile deve essere proposta al più tardi per il dibattimento.
La citazione è ordinata con decreto dal giudice che procede (art. 83 comma 3 c.p.p.). Il decreto contiene:
- I) le generalità o la denominazione della parte civile, con l'indicazione del difensore e le generalità del responsabile civile, se è una persona fisica, ovvero la denominazione dell'associazione o dell'ente chiamato a rispondere e le generalità del suo legale rappresentante;
- II) l'indicazione delle domande che si fanno valere contro il responsabile civile;
- III) l'invito a costituirsi in giudizio nei modi previsti dall'articolo 84 c.p.p.;
- IV) la data e le sottoscrizioni del giudice e dell'ausiliario che lo assiste.

La copia del decreto è notificata, a cura della parte civile, al responsabile civile, al pubblico ministero e all'imputato. Nel caso previsto dall'articolo 77 comma 4 del codice di procedura penale, la copia del decreto è notificata al responsabile civile e all'imputato a cura del pubblico ministero. L'originale dell'atto con la relazione di notificazione è depositato nella cancelleria del giudice che procede.
La citazione del responsabile civile è nulla se per omissione o per erronea indicazione di qualche elemento essenziale il responsabile civile non è stato posto in condizione di esercitare i suoi diritti nell'udienza preliminare o nel giudizio. La nullità della notificazione rende nulla la citazione. La citazione del responsabile civile perde efficacia se la costituzione di parte civile è revocata o se è ordinata l'esclusione della parte civile.
Quando vi è costituzione di parte civile o quando il pubblico ministero esercita l'azione civile a norma dell'articolo 77 comma 4 c.p.p., il responsabile civile può intervenire volontariamente nel processo, anche a mezzo di procuratore speciale, per l'udienza preliminare e, successivamente, fino a che non siano compiuti gli adempimenti previsti dall'articolo 484 (controllo sulla regolare costituzione delle parti), presentando una dichiarazione scritta a norma dell'articolo 84 commi 1 e 2 c.p.p..
Il termine previsto per l'intervento volontario è stabilito a pena di decadenza. Se l'intervento avviene dopo la scadenza del termine previsto dall'articolo 468 comma 1 (7 giorni prima della data fissata per il dibattimento), il responsabile civile non può avvalersi della facoltà di presentare le liste dei testimoni, periti o consulenti tecnici.
Se viene presentata fuori udienza, la dichiarazione di intervento è notificata, a cura del responsabile civile, alle altre parti e produce effetto per ciascuna di esse dal giorno nel quale è eseguita la notificazione.
L'intervento del responsabile civile perde efficacia se la costituzione di parte civile è revocata o se è ordinata l'esclusione della parte civile.
La richiesta di esclusione del responsabile civile può essere proposta - ai sensi dell'art. 86 c.p.p. - dall'imputato, nonché dalla parte civile e dal pubblico ministero che non ne abbiano richiesto la citazione.
La richiesta può essere proposta altresì dal responsabile civile che non sia intervenuto volontariamente anche qualora gli elementi di prova raccolti prima della citazione possano recare pregiudizio alla sua difesa in relazione a quanto previsto dagli articoli 651 e 654.
La richiesta deve essere motivata ed è proposta, a pena di decadenza, non oltre il momento degli accertamenti relativi alla costituzione delle parti nella udienza preliminare o nel dibattimento. Il giudice decide senza ritardo con ordinanza.
Fino a che non sia dichiarato aperto il dibattimento di primo grado, il giudice, qualora accerti che non esistono i requisiti per la citazione o per l'intervento del responsabile civile, ne dispone - secondo l'art. 87 c.p.p. - l'esclusione di ufficio, con ordinanza.
Il giudice provvede all'esclusione d'ufficio anche quando la richiesta di esclusione è stata rigettata nella udienza preliminare.
L'esclusione è disposta senza ritardo, anche di ufficio, quando il giudice accoglie la richiesta di giudizio abbreviato.
L'ammissione della parte civile o del responsabile civile non pregiudica la successiva decisione sul diritto alle restituzioni e al risarcimento del danno.
L'esclusione della parte civile o del responsabile civile non pregiudica l'esercizio in sede civile dell'azione per le restituzioni e il risarcimento del danno. Tuttavia, se il responsabile civile è stato escluso su richiesta della parte civile, questa non può esercitare l'azione davanti al giudice civile per il medesimo fatto.
Nel caso di esclusione della parte civile, l'eventuale azione proposta in sede civile nei confronti dell'imputato dopo la costituzione di parte civile nel processo penale o dopo la sentenza penale di primo grado non comporta la sospensione del processo civile.